# Sofia (Hîncești)
Sofia è un comune della Moldavia situato nel distretto di Hîncești di 1.464 abitanti al censimento del 2004